# Ressonància magnètica detectada òpticament

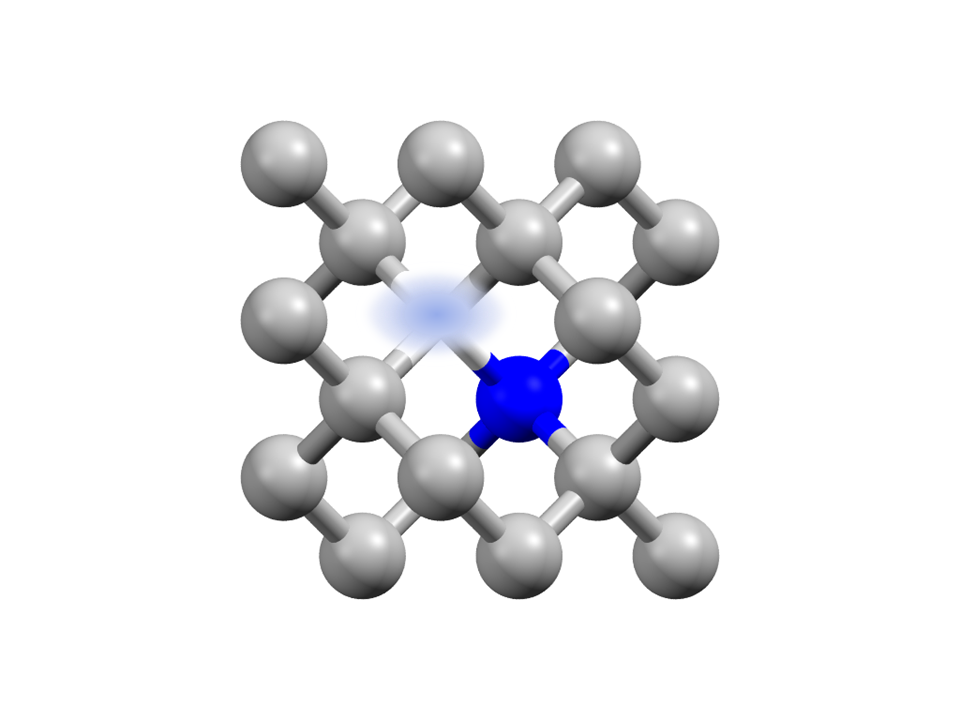
Un centre de vacant de nitrogen a la gelosia del diamant, vist al llarg de l'eix [100]. Els àtoms de carboni (gris) formen el cristall de diamant a granel. Un àtom de nitrogen substitutiu (esfera blava) es troba al costat d'una vacant (regió ombrejada), formant el NV.

En física, la ressonància magnètica detectada òpticament (amb acrònim anglès ODMR) és una tècnica de doble ressonància mitjançant la qual l'estat d'espín electrònic d'un defecte de cristall es pot bombejar òpticament per a la inicialització i la lectura de l'espín.
Igual que la ressonància paramagnètica electrònica (EPR), ODMR fa ús de l'efecte Zeeman en electrons no aparellats. El centre de vacants de nitrogen carregat negativament (NV-) ha estat l'objectiu d'un interès considerable pel que fa a la realització d'experiments amb ODMR.

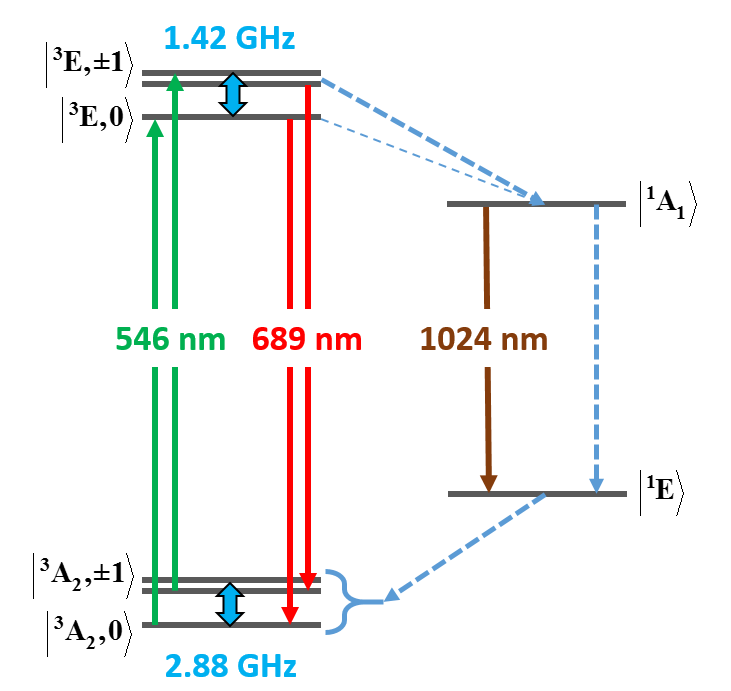
L'excitació amb llum verda situa el NV en l'estat excitat triplet. Aleshores, la relaxació emet un fotó infraroig vermell o (no detectat), col·locant el centre a l'interior estat. El bombeig del microones eleva el centre, on es pot produir la divisió de Zeeman.

L'ODMR de NV- s al diamant té aplicacions en magnetometria i detecció, imatge biomèdica, informació quàntica i exploració de la física fonamental.
El defecte de vacant de nitrogen al diamant consisteix en un únic àtom de nitrogen substitutiu (que substitueix un àtom de carboni) i un buit adjacent, o vacant, a la xarxa on normalment s'ubicaria un àtom de carboni.
La vacant de nitrogen es produeix en tres possibles estats de càrrega: positiu (NV+), neutre (NV0) i negatiu (NV−). Com que NV− és l'únic d'aquests estats de càrrega que ha demostrat ser ODMR actiu, sovint s'anomena simplement NV.
L'estructura del nivell d'energia del NV− consta d'un estat fonamental de triplet, un estat excitat de triplet i dos estats singlet. Sota una excitació òptica ressonant, el NV es pot elevar de l'estat fonamental del triplet a l'estat excitat del triplet. Aleshores, el centre pot tornar a l'estat fonamental per dues vies; per l'emissió d'un fotó de 637 nm a la línia de fonó zero (ZPL) (o longitud d'ona més llarga des de la banda lateral del fonó) o alternativament a través dels estats singlet esmentats a través de l'encreuament entre sistemes i l'emissió d'un 1042 fotó nm. Un retorn a l'estat fonamental per aquesta darrera ruta donarà lloc preferentment al {\displaystyle m_{s}=0} estat.
Relaxació a l'estat {\displaystyle m_{s}=0} necessàriament provoca una disminució de la fluorescència de la longitud d'ona visible (ja que el fotó emès es troba en el rang infraroig). Bombament de microones a una freqüència de ressonància de {\displaystyle \nu =2.87{\text{ }}GHz} situa el centre en el degenerat {\displaystyle m_{s}=\pm 1} estat. L'aplicació d'un camp magnètic aixeca aquesta degeneració, provocant la divisió de Zeeman i la disminució de la fluorescència a dues freqüències de ressonància, donada per {\displaystyle h\nu =g_{e}\mu _{B}B_{0}}, on {\displaystyle h} és la constant de Planck, {\displaystyle g_{e}} és el factor g de l'electró i {\displaystyle \mu _{B}} és el magnetó de Bohr. Escombrar el camp de microones a través d'aquestes freqüències es produeixen dues caigudes característiques en la fluorescència observada, la separació entre les quals permet determinar la força del camp magnètic. {\displaystyle B_{0}}.